# علي جاكسون (عازف جاز)
علي جاكسون (بالإنجليزية: Ali Jackson)‏ هو عازف جاز أمريكي، ولد في 1931، وتوفي في 1987.

## وصلات خارجية
- علي جاكسون (عازف جاز) على موقع ميوزك برينز (الإنجليزية)
- علي جاكسون (عازف جاز) على موقع ديسكوغز (الإنجليزية)